# Ричард Линклејтер
Ричард Линклејтер (енгл. Richard Linklater; Хјустон, 30. јул 1960) амерички је режисер и сценариста.
Захваљујући филмовима Пропалица и Слуђени и збуњени, Линклејтер је почетком деведесетих стекао статус једног од најзначајнијих режисера независне кинематографије. 1995. премијерно је приказан први део његове трилогије Пре свитања, који се заједно са наставцима, Пре заласка сунца и Пре поноћи често наводи као један од најбољих љубавних филмова свих времена.
Такође је режирао анимиране драме Пробуђени живот и Мрачни скенер, музичку комедију Школа рока, као и драму Одрастање из 2014. за чије је снимање било потребно 12 година. Линклејтер је добитник бројних признања, укључујући два Златна медведа на Филмском фестивалу у Берлину, а био је номинован и за награде Оскар и Спирит.

## Филмографија
| Година | Српски назив        | Изворни назив | Режисер | Сценариста | Продуцент | Глумац |
| ------ | ------------------- | ------------- | ------- | ---------- | --------- | ------ |
| 1988.  |                     |               | Да      | Да         | Да        | Да     |
| 1991.  | Пропалица           |               | Да      | Да         | Да        | Да     |
| 1993.  | Слуђени и збуњени   |               | Да      | Да         | Да        | Не     |
| 1995.  | Пре свитања         |               | Да      | Да         | Не        | Не     |
| 1996.  | Субурбиа            |               | Да      | Не         | Не        | Не     |
| 1998.  | Њутонови момци      |               | Да      | Да         | Не        | Не     |
| 2001.  | Пробуђени живот     |               | Да      | Да         | Не        | Да     |
| 2001.  | Касета              |               | Да      | Не         | Не        | Не     |
| 2003   | Школа рока          |               | Да      | Не         | Не        | Не     |
| 2004.  | Пре заласка сунца   |               | Да      | Да         | Да        | Не     |
| 2005   | Злослутни медведићи |               | Да      | Не         | Да        | Не     |
| 2006.  | Нација брзе хране   |               | Да      | Да         | Не        | Не     |
| 2006.  | Мрачни скенер       |               | Да      | Да         | Не        | Не     |
| 2008.  | Ја и Орсон Велс     |               | Да      | Не         | Да        | Не     |
| 2011.  | Берни               |               | Да      | Да         | Да        | Не     |
| 2013.  | Пре поноћи          |               | Да      | Да         | Да        | Не     |
| 2014.  | Одрастање           |               | Да      | Да         | Да        | Не     |
| 2015.  | О томе ти причам    |               | Да      | Да         | Да        | Не     |